# Elecciones parlamentarias de Timor Oriental de 2007
Las elecciones parlamentarias de Timor Oriental de 2007 tuvieron lugar el domingo 30 de junio del mencionado año con el objetivo de elegir a los 65 diputados del Parlamento Nacional, que ejercería sus funciones por el período 2007-2012. Se trató de las primeras elecciones parlamentarias regulares que tenían lugar en Timor Oriental luego de que el país accediera a su independencia en 2002, pues las anteriores se habían realizado durante la administración transicional de las Naciones Unidas para elegir a una Asamblea que redactara la constitución del nuevo estado.
Al momento de las elecciones, Timor Oriental era el país más pobre de Asia, con más de dos quintos de su población viviendo bajo el umbral de la pobreza. Asimismo, había vivido un período de fuerte agitación política tras una serie de disturbios en 2006 provocados por el amotinamiento de buena parte del ejército, que solo pudo ser reprimido por una intervención militar dirigida por Australia. La crisis forzó la renuncia del primer ministro Mari Alkatiri, del gobernante Frente Revolucionario de Timor Oriental Independiente (Fretilin), y su reemplazo eventual por Estanislau da Silva, del mismo partido. Poco antes del final de su mandato y enfrentado con Alkatiri, el presidente Xanana Gusmão anunció que no buscaría la reelección y fundó su propio partido, el Congreso Nacional para la Reconstrucción de Timor (CNRT) para disputar los comicios.
En las elecciones el Fretilin evidenció un profundo desgaste, recibiendo solo el 29,02% de los votos y 21 escaños, lo que representó una pérdida de más de un 40% de los votos obtenidos en 2001, perdiendo la mayoría parlamentaria y viendo restringida su hegemonía al extremo este de la isla. Sin embargo, continúo siendo el partido más grande del legislativo. A pesar de haberse fundado tan solo tres meses antes de la votación, el CNRT logró convertirse en segunda fuerza nacional con un 24,10% de los votos y 18 escaños, obteniendo un sólido triunfo en Dili, la capital, y en varios municipios del noroeste del país. En tercer lugar se ubicó una lista conjunta entre el Partido Social Demócrata (PSD) y la Asociación Social Demócrata Timorense (ASDT) con un 15,73% de las preferencias y 11 escaños. El liberal Partido Democrático (PD), que se había ubicado segundo en las elecciones de 2001, cayó al cuarto puesto a pesar de experimentar un crecimiento absoluto, obteniendo un 11,30% de los votos y 8 escaños. Otros tres partidos lograron ingresar al legislativo, repartiéndose los 7 escaños restantes. La participación decayó más de cinco puntos respecto a 2001 pero se mantuvo alta, en un 80,54% del electorado registrado.
La ausencia de una mayoría dejó al país al borde de la inestabilidad política. Instigados por Alkatiri, grupos de partidarios del Fretilin organizaron disturbios y protestas en contra de los resultados en varios puntos del país, con varios destrozos, personas desplazadas y decenas de detenidos. Aunque el presidente José Ramos-Horta instó a la formación de un gobierno de unidad nacional con todas las fuerzas políticas con representación legislativa, Alkatiri y Gusmão rechazaron cualquier cooperación entre sus partidos. Finalmente, el CNRT logró llegar a un acuerdo con la lista ASDT-PSD y el PD para conformar un gobierno de coalición tripartito, con una mayoría de 37 escaños. En virtud de estos acuerdos, Gusmão asumió como primer ministro y el líder del PD, Fernando de Aráujo, como presidente del Parlamento.

## Antecedentes
Las elecciones de 2001 se realizaron cuando Timor Oriental todavía era administrada interinamente por las Naciones Unidas, en el marco de un protectorado cuyo fin era lograr la independencia total del país asiático. La independencia, luego de la realización de elecciones presidenciales, se concretó el 20 de mayo de 2002. Para mediados de la década de 2000, Timor Oriental era el país más pobre de Asia. Alrededor del 41% de la población vivía por debajo del umbral de la pobreza, que la Organización de las Naciones Unidas había fijado en 0,55 dólares estadounidenses al día. Timor Oriental ocupó el puesto 142 en el Índice de Desarrollo Humano de 2006. Las ricas reservas de petróleo y gas al sur de Timor aún no se habían explotado, aunque se firmó un tratado de depósito compartido con Australia. La difícil situación impactó negativamente en la imagen del partido gobernante desde poco antes de lograr la independencia en 2002, el socialista Frente Revolucionario de Timor Oriental Independiente (Fretilin).
El año 2006 se caracterizó por crecientes tensiones, que desembocaron en una violenta crisis política. Al menos 37 personas murieron en una serie de disturbios entre abril y junio, cuando casi la mitad del ejército timorense se amotinó y estallaron escaramuzas entre los amotinados y la policía. También se produjeron saqueos, incendios provocados y enfrentamientos entre bandas juveniles, y estallaron conflictos étnicos. Estos eventos provocaron la dimisión de Mari Alkatiri, líder del Fretilin, del cargo de primer ministro. El presidente Xanana Gusmão, enfrentado con el Fretilin, dispuso la designación del exministro de Relaciones Exteriores y Premio Nobel de la Paz José Ramos-Horta, un independiente, en su reemplazo. Una fuerza de intervención internacional encabezada por Australia restauró la paz y el orden, y una nueva misión policial de las Naciones Unidas (UNMIT) fue enviada a Timor Oriental para brindar seguridad en preparación del siguiente proceso electoral, previsto para 2007.
Sin embargo, los enfrentamientos entre las pandillas juveniles y los incendios provocados continuaron. Uno de los soldados amotinados, Alfredo Reinado, se escapó con varios compañeros de una prisión a la que estaban recluidos por posesión ilegal de armas. A principios de marzo, el ejército australiano rodeó a los fugitivos en Same. Durante el asalto a la ciudad, cuatro rebeldes murieron, los demás escaparon. Se temía que esto pusiera en peligro el desarrollo pacífico de las elecciones. Además, los rendimientos de los cultivos cayeron para el año 2007 debido a la sequía, las alimañas y las enfermedades de las plantas. Se estimó que Timor Oriental necesitaría importar 86.000 toneladas de alimentos para compensar las pérdidas, 15.000 toneladas de las cuales deberían cubrirse mediante la ayuda alimentaria internacional, y que una quinta parte de la población dependería de esta ayuda alimentaria.
En el marco del enfrentamiento entre Alkatiri y Gusmão, este último declaró que no se presentaría a la reelección como presidente y fundó su partido, el Congreso Nacional para la Reconstrucción de Timor (CNRT), en marzo de 2007, con miras a las elecciones parlamentarias venideras. Con el retiro de Gusmão, la campaña presidencial de abril fue mucho más competida de lo esperado, con ocho candidatos buscando la presidencia. El candidato del Fretilin, Francisco Guterres, logró la primera minoría de votos, aunque evidenciando el duro desgaste sufrido por el partido oficialista. Con el apoyo velado de Gusmão y el CNRT, Ramos-Horta buscó la presidencia se ubicó en segundo puesto por un margen ajustado y pasó a una segunda vuelta contra Guterres. La mayoría de los candidatos derrotados impugnaron los resultados, pero eventualmente los aceptaron y dieron su respaldo a Ramos-Horta, que terminó imponiéndose en la segunda vuelta por amplia mayoría. Ramos-Horta designó a un miembro del Fretilin, Estanislau da Silva, como primer ministro con apoyo de la mayoría parlamentaria del partido, antes de los comicios.

## Sistema electoral
Las elecciones se realizaron bajo el texto constitucional sancionado en 2002 y la Ley Electoral vigente. Bajo la misma, el Parlamento Nacional unicameral se compone de 65 escaños, elegidos por representación proporcional con listas cerradas y distribución por sistema d'Hondt para un mandato de cinco años. Se realizaron numerosas modificaciones al sistema empleado para la elección de la Asamblea Constituyente en 2001, siendo abolidos los escaños elegidos directamente por las municipalidades e implementándose un nuevo umbral electoral del 3% de los votos para acceder a representación proporcional. Asimismo, solo los partidos o coaliciones podrían presentar candidaturas en las elecciones, aunque no sería obligatorio que los candidatos estuvieran afiliados al partido que los presentara (permitiendo que los independientes se postularan por medio de una lista partidaria). También se prohibió que los parlamentarios electos cambiaran de partido durante la legislatura subsiguiente. Si intentaran hacerlo, perderían su escaño y este sería ocupado por su sucesor en la lista.
Las listas partidarias debían estar compuestas por hasta 90 candidatos, y los últimos 25 candidatos eran sustitutos de los candidatos a diputados. Al menos un 20% de la lista debía estar integrada por mujeres. Todos los ciudadanos timorenses tienen derecho a voto a partir de los diecisiete años. Antes del inicio de la campaña electoral, los representantes de los partidos participantes firmaron un código de conducta en el que se comprometían a realizar una campaña electoral justa, no violenta y democrática.

## Listas participantes
| N.º         | Partido | Partido                                                                                 | Escaños (2001) |
| ----------- | ------- | --------------------------------------------------------------------------------------- | -------------- |
| 1           |         | Unión Nacional de Resistencia Timorense (UNDERTIM)                                      |                |
| 2           |         | Congreso Nacional para la Reconstrucción de Timor (CNRT)                                |                |
| 3           |         | Partido Republicano (PR)                                                                |                |
| 4           |         | Partido de la República Democrática de Timor Oriental (PDRT)                            |                |
| 5           |         | Partido Demócrata Cristiano (PDC)                                                       | 2/88           |
| 6           |         | Unión Democrática Timorense (UDT)                                                       | 2/88           |
| 7           |         | Partido Democrático (PD)                                                                | 7/88           |
| 8           |         | Partido Milenio Democrático (PMD)                                                       |                |
| 9           |         | Partido Socialista de Timor (PST)                                                       | 1/88           |
| 10          |         | Coalición Asociación Social Demócrata Timorense + Partido Social Demócrata (ASDT + PSD) | 12/88          |
| 11          |         | Alianza Democrática (Asociación de Héroes Timorenses + Partido del Pueblo de Timor)     | 4/88           |
| 12          |         | Frente Revolucionario de Timor Oriental Independiente (Fretilin)                        | 55/88          |
| 13          |         | Partido Nacionalista Timorense (PNT)                                                    | 2/88           |
| 14          |         | Partido Unidad Nacional (PUN)                                                           |                |
| Fuente: CNE |         |                                                                                         |                |

## Campaña

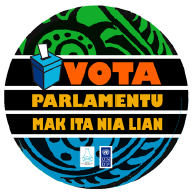
Logotipo de las elecciones establecido por la Comisión Electoral.

En su mayor parte, los partidos se limitaron a campañas electorales unipersonales, construidas principalmente sobre sus principales candidatos (los cabezas de lista). A su vez, los partidos de la oposición centraron su discurso en la crítica al Fretilin. El único partido que presentó un plan de gobierno ideológicamente elaborado fue el Partido Socialista de Timor. El PST denunció que algunos partidos dieron dinero a los votantes, mientras que todo el arco político condenó a la Diocésis de Dili por afirmar que todos los católicos deberían votar por el democristiano Partido Unidad Nacional.
El inicio de la campaña electoral se vio también ensombrecido por algunos enfrentamientos violentos. Un hombre murió en Dili cuando una granada de mano explotó durante una pelea entre pandillas. Otros tres resultaron heridos. Los simpatizantes del Fretilin y la CNRT se enfrentaron entre sí en Baucau, y en el este del distrito de Viqueque, simpatizantes de un partido más pequeño fueron golpeados mientras realizaban un mitin de campaña. El 3 de junio, un mitin de campaña de Xanana Gusmão fue atacado en Viqueque. Según la UNMIT, los cinco atacantes eran policías vestidos de civil dados de baja. Alfonso "Kuda Lay" Guterres, miembro de la CNRT, de treinta y cinco años, recibió tres impactos de bala y murió. Las fuerzas de seguridad de la ONU dispersaron a la multitud con gases lacrimógenos y disparos de advertencia. Gusmão no resultó herido y, según UNMIT, probablemente no fue el objetivo del ataque. Cuando el cuerpo de Guterres fue llevado a su ciudad natal de Ossu por la noche, Domingus, miembro de la CNRT de veinticuatro años, recibió un disparo y un joven de dieciséis años resultó herido. Según el presidente José Ramos-Horta, los agentes de policía pudieron haber sido también los perpetradores. Los motivos de los ataques no fueron revelados. La Fuerza Internacional de Estabilización (ISF) trasladó una unidad a Viqueque y la ONU incrementó sus esfuerzos de seguridad para la campaña electoral. En octubre de 2008, el Tribunal de Distrito de Baucau condenó al policía Luis da Silva a seis años de prisión por el asesinato de Guterres.
El 27 de junio, la campaña electoral terminó con una serie de hechos violentos: el FRETILIN acusó a miembros de la CNRT de arrojar piedras a uno de sus convoyes. La policía disparó gases lacrimógenos contra los bloqueadores de carreteras cerca de Manatuto. Los enfrentamientos estallaron entre los partidarios de los distintos partidos en Dili.
A pesar de estos incidentes, en general las Naciones Unidas calificaron la campaña electoral de pacífica. Atul Khare, el jefe de UNMIT, informó que se reportaron incidentes violentos en solo cuatro de los más de ciento cincuenta eventos de campaña que se realizaron. Para el período del 28 de mayo al 12 de junio, el programa Educación y Resolución de la Violencia Electoral (EVER) contabilizó treinta y cuatro incidentes violentos relacionados con las elecciones, la mitad de ellos en la primera semana de la campaña. La mayoría de los incidentes tuvieron lugar en Baucau, con cuatro o cinco en Oecusse-Ambeno, Ermera, Viqueque y Bobonaro. No hubo incidentes en cuatro de los trece distritos timorenses.
Una semana antes de las elecciones, las papeletas llegaron a Timor Oriental en un avión fletado, acompañadas por representantes del CNE y de la autoridad electoral Secretariado Técnico de Administración Electoral (STAE). Se produjeron 652.000 piezas en una planta de impresión en Surabaya, Indonesia. Las autoridades de Indonesia monitorearon la producción de las boletas. Antes de que se enviaran las boletas por correo, los funcionarios de STAE y UNMIT las empaquetaron para enviarlas por correo a los distritos. Las hojas de papel están numeradas con un número de serie en una hoja desprendible para que la distribución pudiera controlarse mejor. La razón de esto fueron las irregularidades durante las elecciones presidenciales del mismo año.

## Jornada electoral
705 de las 708 mesas electorales abrieron antes de las 7:30 a. m. del 30 de junio. Se utilizaron mesas de votación móviles en hospitales y prisiones. Debido a la topografía del país, las papeletas y las urnas electorales a veces se transportaban en helicóptero, a caballo o a pie, con retrasos causados por las lluvias monzónicas tardías. A veces, incluso la capital del distrito quedaba aislada del mundo exterior. Tres centros en el distrito de Viqueque abrieron tarde porque el mal tiempo del día anterior hizo que los documentos electorales solo pudieran ser entregados en helicóptero por la mañana. La mayoría de los timorenses emitieron su voto en las primeras horas de la mañana. En algunos casos, se habían formado colas frente a los colegios electorales incluso antes de que abrieran las urnas. Los votantes fueron verificados usando sus identificaciones y después de votar se les marcó el dedo con tinta. El CNE notó una serie de problemas: algunos talones de las boletas electorales se habían cortado incorrectamente, otros papeles carecían de números de serie o estaban manchados, algunos menores de edad intentaron votar y algunos colegios electorales tenían material promocional del partido. Según CNE, estos problemas fueron resueltos por los trabajadores y equipos electorales de la misma autoridad y del STAE. Cuatro mil ayudantes colaboraron en el proceso.
En Balibo, el STAE encontró ocho papeletas que ya habían sido perforadas antes de ser emitidas, y en Metinaro un votante descubrió varias papeletas que ya habían sido marcadas. En Ainaro, un hombre intentó votar con el documento de su padre después de haber emitido su propio voto. Según el STAE, la votación fue en gran parte pacífica, con algunos incidentes menores: la votación tuvo que ser interrumpida en un colegio electoral en Ossu hasta que la policía restableció el orden y amplió el horario de apertura del colegio electoral. En Ermera, fue detenido un hombre que se presentó en el colegio electoral armado con flechas. 426.190 electores emitieron su voto, lo que constituyó una participación del 80,54%. Una vez finalizada la votación, algunas de las urnas fueron trasladadas en helicóptero a los trece centros de escrutinio en las cabeceras de distrito. En Dili el conteo se retrasó porque el Fretilin quería que diez en lugar del observador permitido por partido estuvieran presentes en el conteo. El CNE finalmente admitió a estos diez observadores por partido, en contra de la regulación anterior.

## Resultados

### Nivel general
El resultado final oficial se publicó el 5 de julio de 2007. El Fretilin se ubicó a la cabeza con un 29,02% de los votos válidamente emitidos y 21 escaños, seguido por el CNRT con un 24,10% y 18 escaños. La coalición ASDT-PSD obtuvo el 15,73% de los votos y 11 escaños, lo que representó un escaño menos que en lo que obtuvieron por separado en las anteriores elecciones, más que nada debido a la reducción del legislativo. En cuarto lugar quedó el Partido Democrático con un 11,30% de los votos y 8 escaños, por lo que si bien cayó del segundo al cuarto puesto, creció tanto en número de votos y fue el único partido representado en el Parlamento saliente en sumar un escaño. También ingresaron el Partido Unidad Nacional con un 4,55% y 3 escaños, la Alianza Democrática con 3,20% y 2 escaños, y la UNDERTIM con un 3,19% y 2 escaños. El número neto de mujeres en el Parlamento disminuyó de 22 a 18, pero aumentó porcentualmente por la reducción absoluta de escaños, de un 25% a un 28%. Fueron electas cinco por el Fretilin, seis por el CNRT, cuatro por la coalición ASDT-PSD, dos por el PD y uno por el PUN.
Los resultados en los distritos individuales revelaron una clara división en el país. El Fretilin dominó con claridad las regiones del Loro Sae en el extremo este del país, mientras que los diversos partidos de la oposición concentraron sus votos en el Loro Munu, al oeste. El Fretilin triunfó con contundencia en Baucau, Viqueque y Lautém con porcentajes de 62,44%, 59,84% y 45,53%, mientras que fue el partido más votado en Cova Lima con un 28,58% ante la división de los partidos opositores. El CNRT obtuvo su mayor victoria en Dili, capital y ciudad más poblada del país, con un 45,23% de los votos y superando al Fretilin por un margen de más de veinte puntos, pero también fue el partido más votado en los distritos occidentales de Liquiçá (38,96%), el exclave de Oecussi-Ambeno (34,68%) y Bobonaro (20,56%). La coalición ASDT-PSD se impuso en las municipalidades del altiplano occidental, convirtiéndose en la fuerza más votada en Aileu (47,30%), Ainaro (29,13%) y Manufahi (26,79%). El PD se impuso en Ermera, la región más atomizada en el centro del país, con solo un 21,97% de los votos, mientras que fue el segundo partido más votado en Bobonaro con el 19,31%.
El resultado final del recuento fue confirmado oficialmente el 11 de julio por el Tribunal de Apelaciones. Las 83 denuncias interpuestas contra la elección, once de las cuales violaban los procedimientos, no tuvieron impacto en el resultado.
|  | 29.02 % |

|  | 24.10 % |

|  | 15.73 % |

|  | 11.30 % |

|  | 4.55 % |

|  | 3.20 % |

|  | 3.19 % |

|  | 2.42 % |

|  | 1.86 % |

|  | 1.06 % |

|  | 1.03 % |

|  | 0.96 % |

|  | 0.90 % |

|  | 0.69 % |

|  | 97.51 % |

|  | 2.49 % |

|  | 100.00 % |

|  | 80.54 % |

### Resultados por municipalidad
| Municipalidad  |          |          |         |        |          |          |        |        |        |        |        |        |          |          |        |       |       |       |       |       |       |       |       |       |       |       |       |       |
| Municipalidad  | Fretilin | Fretilin | CNRT    | CNRT   | ASDT/PSD | ASDT/PSD | PD     | PD     | PUN    | PUN    | AD     | AD     | UNDERTIM | UNDERTIM | PNT    | PNT   | PDRT  | PDRT  | PR    | PR    | PDC   | PDC   | PST   | PST   | UDT   | UDT   | PMD   | PMD   |
| Municipalidad  | Votos    | %        | Votos   | %      | Votos    | %        | Votos  | %      | Votos  | %      | Votos  | %      | Votos    | %        | Votos  | %     | Votos | %     | Votos | %     | Votos | %     | Votos | %     | Votos | %     | Votos | %     |
| -------------- | -------- | -------- | ------- | ------ | -------- | -------- | ------ | ------ | ------ | ------ | ------ | ------ | -------- | -------- | ------ | ----- | ----- | ----- | ----- | ----- | ----- | ----- | ----- | ----- | ----- | ----- | ----- | ----- |
| Aileu          | 1.479    | 8,35%    | 3.626   | 20,46% | 8.382    | 47,30%   | 1.087  | 6,13%  | 306    | 1,73%  | 1.012  | 5,71%  | 288      | 1,63%    | 589    | 3,32% | 304   | 1,72% | 103   | 0,58% | 219   | 1,24% | 125   | 0,71% | 136   | 0,77% | 66    | 0,37% |
| Ainaro         | 2.170    | 9,97%    | 2.567   | 11,80% | 6.338    | 29,13%   | 2.778  | 12,77% | 961    | 4,42%  | 4.066  | 18,69% | 697      | 3,20%    | 529    | 2,43% | 379   | 1,74% | 228   | 1,05% | 340   | 1,56% | 279   | 1,28% | 294   | 1,35% | 133   | 0,61% |
| Baucau         | 31.302   | 62,44%   | 6.727   | 13,42% | 2.305    | 4,60%    | 1.366  | 2,72%  | 411    | 0,82%  | 702    | 1,40%  | 4.390    | 8,76%    | 1.273  | 2,54% | 327   | 0,65% | 348   | 0,69% | 299   | 0,60% | 304   | 0,61% | 191   | 0,38% | 184   | 0,37% |
| Bobonaro       | 5.947    | 16,09%   | 7.599   | 20,56% | 6.224    | 16,84%   | 7.138  | 19,31% | 3.710  | 10,04% | 790    | 2,14%  | 562      | 1,52%    | 880    | 2,38% | 2.258 | 6,11% | 338   | 0,91% | 497   | 1,34% | 305   | 0,83% | 372   | 1,01% | 347   | 0,94% |
| Cova Lima      | 6.764    | 28,58%   | 3.651   | 15,43% | 4.201    | 17,75%   | 4.899  | 20,70% | 1.200  | 5,07%  | 568    | 2,40%  | 474      | 2,00%    | 656    | 2,77% | 221   | 0,93% | 130   | 0,55% | 416   | 1,76% | 104   | 0,44% | 100   | 0,42% | 285   | 1,20% |
| Dili           | 17.671   | 22,38%   | 35.708  | 45,23% | 11.688   | 14,80%   | 5.282  | 6,69%  | 1.349  | 1,71%  | 1.329  | 1,68%  | 1.918    | 2,43%    | 974    | 1,23% | 626   | 0,79% | 605   | 0,77% | 427   | 0,54% | 533   | 0,68% | 494   | 0,63% | 351   | 0,44% |
| Ermera         | 5.656    | 13,65%   | 5.760   | 13,90% | 5.340    | 12,89%   | 9.105  | 21,97% | 8.149  | 19,67% | 1.265  | 3,05%  | 981      | 2,37%    | 862    | 2,08% | 1.974 | 4,76% | 229   | 0,55% | 403   | 0,97% | 534   | 1,29% | 918   | 2,22% | 259   | 0,63% |
| Lautem         | 12.145   | 45,53%   | 3.897   | 14,61% | 3.338    | 12,51%   | 3.652  | 13,69% | 144    | 0,54%  | 301    | 1,13%  | 1.064    | 3,99%    | 420    | 1,57% | 131   | 0,49% | 256   | 0,96% | 403   | 1,51% | 166   | 0,62% | 191   | 0,72% | 569   | 2,13% |
| Liquiçá        | 2.803    | 11,97%   | 9.100   | 38,87% | 4.629    | 19,77%   | 2.891  | 12,35% | 585    | 2,50%  | 848    | 3,62%  | 517      | 2,21%    | 688    | 2,94% | 426   | 1.82% | 155   | 0,66% | 258   | 1,10% | 198   | 0,85% | 223   | 0,95% | 88    | 0,38% |
| Manatuto       | 2.861    | 17,25%   | 5.405   | 32,58% | 2.799    | 16,87%   | 2.069  | 12,47% | 390    | 2,35%  | 527    | 3,18%  | 347      | 2,09%    | 650    | 3,92% | 162   | 0,98% | 251   | 1,51% | 109   | 0,66% | 472   | 2,85% | 322   | 1,94% | 224   | 1,35% |
| Manufahi       | 4.768    | 25,43%   | 2.592   | 13,82% | 5.023    | 26,79%   | 2.197  | 11,72% | 1.153  | 6,15%  | 663    | 3,54%  | 329      | 1,75%    | 834    | 4,45% | 397   | 2,12% | 133   | 0,71% | 230   | 1,23% | 134   | 0,71% | 201   | 1,07% | 98    | 0,52% |
| Oecusse-Ambeno | 7.595    | 27,53%   | 9.570   | 34,68% | 3.175    | 11,51%   | 3.235  | 11,72% | 308    | 1,12%  | 359    | 1,30%  | 392      | 1,42%    | 819    | 2,97% | 212   | 0,77% | 1.072 | 3,89% | 408   | 1,48% | 129   | 0,47% | 169   | 0,61% | 150   | 0,54% |
| Viqueque       | 19.327   | 59,84%   | 4.077   | 12,62% | 1.916    | 5,93%    | 1.247  | 3,86%  | 280    | 0,87%  | 864    | 2,68%  | 1.288    | 3,99%    | 1.183  | 3,66% | 301   | 0,93% | 560   | 1,73% | 291   | 0,90% | 699   | 2,16% | 142   | 0,44% | 124   | 0,38% |
| Total          | 120.592  | 29,02%   | 100.175 | 24,10% | 65.358   | 15,73%   | 46.946 | 11,30% | 18.896 | 4,55%  | 13.294 | 3,20%  | 13.247   | 3,19%    | 10.057 | 2,42% | 7.718 | 1,86% | 4.408 | 1,06% | 4.300 | 1,03% | 3.982 | 0,96% | 3.753 | 0,90% | 2.878 | 0,69% |
| Fuente: CNE    |          |          |         |        |          |          |        |        |        |        |        |        |          |          |        |       |       |       |       |       |       |       |       |       |       |       |       |       |

## Consecuencias

### Violencia postelectoral
Después de conocerse el resultado, un estimado de 600 casas (al menos 142 confirmadas) fueron quemadas por turbas merodeadoras. La mayor parte del daño se experimentó en las áreas donde el apoyo del Fretilin era más fuerte entre Viqueque y Baucau. También se incendiaron algunos edificios en Dili. En Baucau, la policía dijo que más de cincuenta personas habían sido arrestadas por incendio premeditado.
Alkatiri declaró que el Fretilin instaría a la gente a protestar y practicar la desobediencia civil. Dijo que su partido no era responsable de la violencia, sino que esta era resultado de la frustración de la gente, y que esperaba que el descontento no condujera a una revuelta del «poder popular», aunque afirmó que el Fretilin no podía «detener a la gente que protesta por sus derechos». Arsenio Bano, dirigente del Fretilin, afirmó que el partido había estado dispuesto a aceptar un primer ministro independiente como parte de un gobierno de unidad nacional, y que el presidente Ramos-Horta también había apoyado esta idea, pero que Xanana Gusmão la había rechazó porque quería ser primer ministro.
El 10 de agosto, un convento en Baucau fue atacado y dañado, y se dijo que varias alumnas del convento fueron violadas. El gobierno dijo que un niño había sido asesinado en Viqueque, la primera muerte reportada en los disturbios. El 11 de agosto, un convoy de la ONU de tres vehículos fue atacado entre Baucau y Viqueque. Según Fretilin, este ataque fue el resultado de la destrucción por parte de miembros de la fuerza de la ONU de pancartas y banderas utilizadas por los manifestantes. Unos días después, Bano dijo que el Fretilin no desafiaría al gobierno en los tribunales y expresó su deseo de una "solución política" que conduzca a la creación de un gobierno de unidad nacional. Después de boicotear inicialmente el parlamento, los miembros del Fretilin comenzaron a asistir más tarde en agosto. Según los informes, Gusmão había ofrecido puestos gubernamentales al Fretilin, aunque probablemente se refiriera a miembros disidentes con la directiva del partido, como José Luís Guterres.
El 23 de agosto se produjeron actos de violencia en varios lugares, incluido Dili, y se informó de la muerte de dos personas en Ermera. En Metinaro, cerca de Dili, hubo enfrentamientos en las calles con machetes y otras armas; Según los informes, al menos diez casas fueron quemadas y el mercado de la ciudad fue destruido.

### Formación del gobierno

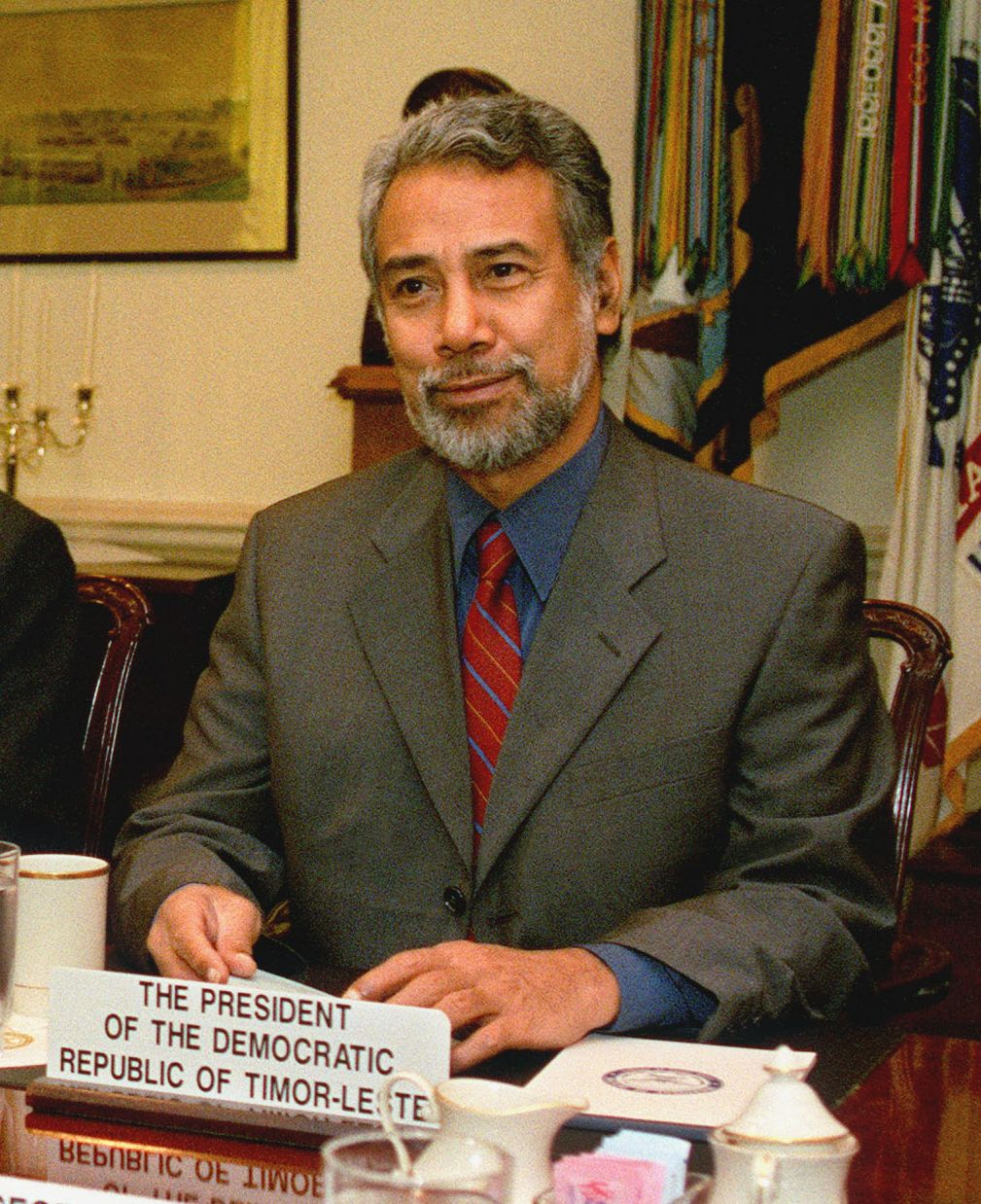
Xanana Gusmão formó gobierno después de las elecciones.

Ningún partido había sido capaz de obtener mayoría absoluta en el Parlamento Nacional. Dado que la constitución de Timor Oriental no establecía ninguna disposición clara sobre qué partido tendría el derecho a formar un gobierno sin una mayoría clara, o qué partido debe recibir la solicitud del presidente de la República, surgió una inmediata disputa al respecto. Alkatiri anunció inicialmente conversaciones del Fretilin con varios grupos para formar un gobierno de coalición y también habló de la posibilidad de un gobierno en minoría. Sin embargo, la totalidad de los partidos fuera del Fretilin que habían obtenido representación sumaban una clara mayoría (de 44 sobre 65 escaños) y casi todos se habían comprometido en campaña a no formar gobierno con el Fretilin, lo que llevó a varios analistas políticos a sugerir que lo más probable era un gobierno de coalición de los partidos opositores con Xanana Gusmão como primer ministro.
Finalmente, el 6 de julio, Gusmão, Fernando de Araújo (PD) y Mário Viegas Carrascalão (ASDT-PSD) anunciaron la formación de una coalición compuesta por CNRT, el bloque ASDT-PSD y el PD, que en conjunto obtuvieron el 51,13% de los votos y 37 de los 65 escaños. Carrascalão dijo que el nombre del futuro primer ministro aún estaba en discusión. Alkatiri, por su parte, propuso un «gobierno de unidad nacional» entre el Fretilin y el CNRT, cuando hasta entonces su partido había rechazado cualquier cooperación con Gusmão. El presidente Ramos-Horta se manifestó a favor del gobierno de unidad y trató de persuadir a las dirigencias del Fretilin y el CNRT de alcanzar un acuerdo.
El 12 de julio, la UNDERTIM, que había obtenido 2 escaños, anunció su apoyo a un gobierno liderado por el Fretilin, poco después de una reunión de su secretario general, Cristiano da Costa, con el presidente Ramos-Horta. No obstante, el partido declaró solo le daría sostén parlamentario a tal gobierno y que no formaría parte de este para «mantener su independencia política». Cornelio da Conceição Gama, líder de la UNDERTIM, llamó públicamente al Fretilin y al CNRT a cooperar. Por su parte, la líder del PUN, Fernanda Borges, descartó una participación para su partido en cualquier gobierno de coalición, afirmando que querían «ser un partido de oposición en el Parlamento Nacional que se enfoque en la justicia y contra el amiguismo, la corrupción y el nepotismo en el país».
Finalmente, el 17 de julio se anunció que el Fretilin y la alianza opositora finalmente habían acordado formar un gobierno de unidad nacional, pero sin acordar la distribución de los cargos gubernamentales. Sin embargo, solo dos días después, Carrascalão (que era hasta entonces considerado como un posible primer ministro de consenso) declaró que el PSD no participaría en un gobierno conjunto con el partido gobernante saliente, y anticipó que rompería sus vínculos con Gusmão si este integraba al Fretilin en el ejecutivo. El 24 de julio, el presidente Ramos-Horta anunció que las conversaciones de coalición finalmente habían fracasado porque las partes no pudieron llegar a un acuerdo. Un vocero de la coalición de Gusmão dijo que si el Fretilin formara gobierno solo, la alianza pasaría a la oposición y usaría su mayoría parlamentaria para bloquear al gobierno y forzar nuevas elecciones.
El nuevo parlamento se reunió por primera vez el 30 de julio sin nombrar un nuevo gobierno. Los diputados eligieron como presidente del parlamento al líder del PD, Fernando de Araújo. Prevaleció sobre el candidato del Fretilin, Aniceto Guterres Lopes, expresidente de la Comisión de Acogida, Verdad y Reconciliación (CAVR) que investigó los abusos contra los derechos humanos en Timor Oriental entre abril de 1974 y octubre de 1999 en nombre de las Naciones Unidas.
Al día siguiente, Ramos-Horta dio de plazo a las partes el 3 de agosto. Si para entonces no se llegaba a un acuerdo, el propio presidente nombraría un gobierno de acuerdo con la constitución. Incluso antes de que expirara el ultimátum, Alkatiri amenazó con que los parlamentarios del Fretilin boicotearían futuras sesiones parlamentarias si el partido no nombraba al primer ministro. Carrascalão rechazó la solicitud del Fretilin y subrayó el derecho de la alianza opositora a nominar al primer ministro, y que no formarían parte de ningún gobierno que no encabezaran. Carrascalão agregó que la alianza ya había resuelto nominar a Gusmão como primer ministro y que no les preocupaba el boicot del Fretilin ya que, al no tener este mayoría parlamentaria, su ausencia no tendría ningún efecto sobre el funcionamiento del Parlamento. Ramos-Horta finalmente anunció que pondría a Gusmão y su alianza a cargo de formar gobierno, pero que este de todas formas dependería de la cooperación con el Fretilin por controlar el partido la mayoría de los distritos y municipios. El Fretilin rechazó el nombramiento y exigió que se nombrara a un primer ministro no partidista.
Tras recibir el mandato formal de Ramos-Horta para formar gobierno, Gusmão prestó juramento como primer ministro el 8 de agosto en el palacio presidencial de Dili. La mayor parte de su gabinete fue juramentado igualmente el mismo día. Gusmão designó a un disidente del Fretilin, José Luís Guterres, como primer ministro.